# 9 Air

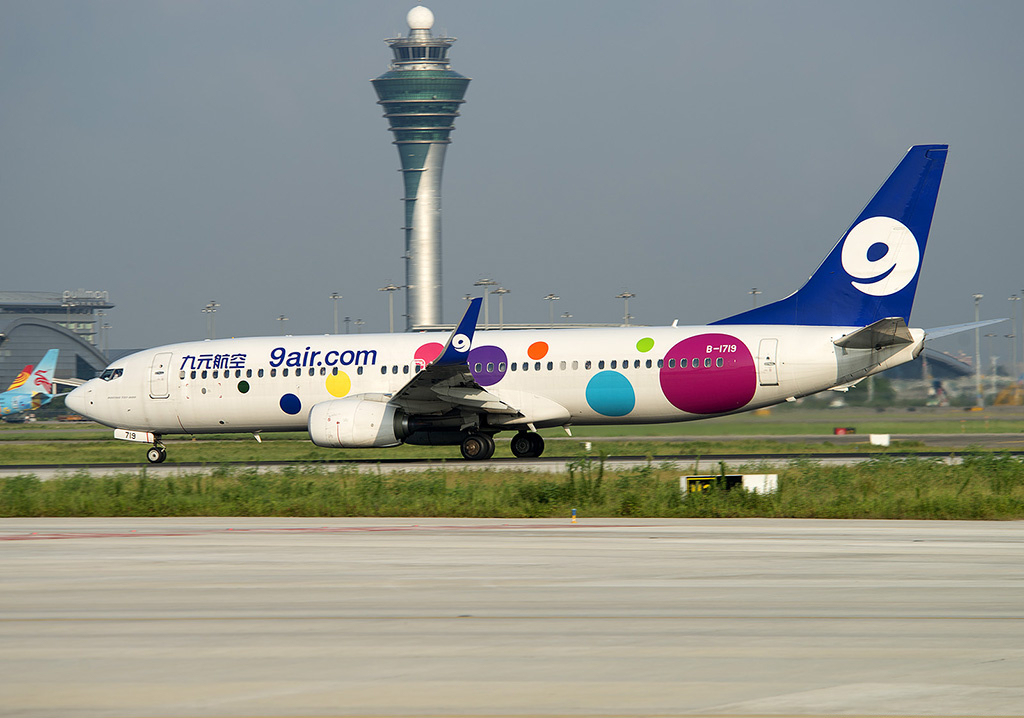
Boeing 737-800 авиакомпании 9 Air в международном аэропорту Гуанчжоу Байюнь

9 Air (кит. 九元航空) — китайская бюджетная авиакомпания со штаб-квартирой в Гуанчжоу, дочернее предприятие магистрального авиаперевозчика Juneyao Airlines.
Портом приписки компании и её главным транзитным узлом (хабом) является международный аэропорт Гуанчжоу Байюнь.

## Общие сведения
9 Air была основана в 2014 году и начала операционную деятельность 15 января следующего года с выполнения регулярных рейсов по маршруту Гуанчжоу-Вэньчжоу-Харбин.

## Пункты назначения

### Китай
- Чанчунь — международный аэропорт Чанчунь Лунцзя
- Гуанчжоу — международный аэропорт Гуанчжоу Байюнь
- Харбин — международный аэропорт Харбин Тайпин
- Хайкоу — международный аэропорт Хайкоу Мэйлань
- Нанкин — международный аэропорт Нанкин Лукоу
- Вэньчжоу — международный аэропорт Вэньчжоу Юнцян

### Россия
- Владивосток — международный аэропорт
Им. Арсеньева

## Флот
В октябре 2020 года воздушный флот авиакомпании 9 Air составляли следующие самолёты:
| Тип самолёта     | В эксплуатации | Заказано | Пассажирских мест (Y) | Примечания |
| ---------------- | -------------- | -------- | --------------------- | ---------- |
| Boeing 737-800   | 19             | —        | 189                   |            |
| Boeing 737 MAX 8 | 1              | 2        | 189                   |            |
| Всего            | 20             | 2        |                       |            |